# Грінвуд Тауншип (округ Колумбія, Пенсільванія)
Грінвуд Тауншип (англ. Greenwood Township) — селище (англ. township) в США, в окрузі Колумбія штату Пенсільванія. Населення — 1881 особа (2020).

## Демографія
Згідно з переписом 2010 року, у селищі мешкали 1952 особи в 762 домогосподарствах у складі 566 родин. Було 831 помешкання
Расовий склад населення:
| - 98,4 % — білих - 0,6 % — чорних або афроамериканців - 0,1 % — корінних американців - 0,1 % — азіатів |

До двох чи більше рас належало 0,7 %. Частка іспаномовних становила 1,1 % від усіх жителів.
За віковим діапазоном населення розподілялося таким чином: 22,2 % — особи молодші 18 років, 62,4 % — особи у віці 18—64 років, 15,4 % — особи у віці 65 років та старші. Медіана віку мешканця становила 43,8 року. На 100 осіб жіночої статі у селищі припадало 101,2 чоловіків;  на 100 жінок у віці від 18 років та старших — 98,8 чоловіків також старших 18 років.
Середній дохід на одне домашнє господарство  становив 66 814 долари США (медіана — 54 702), а середній дохід на одну сім'ю — 74 080 доларів (медіана — 61 011). Медіана доходів становила 42 451 долар для чоловіків та 35 667 доларів для жінок. За межею бідності перебувало 11,4 % осіб, у тому числі 15,9 % дітей у віці до 18 років та 13,6 % осіб у віці 65 років та старших.
Цивільне працевлаштоване населення становило 1057 осіб. Основні галузі зайнятості: освіта, охорона здоров'я та соціальна допомога — 25,9 %, виробництво — 17,5 %, роздрібна торгівля — 13,2 %.